# Don Benito-Villanueva de la Serena
Don Benito-Villanueva de la Serena o Don Benito-Villanueva es una conurbación española situada en la comunidad autónoma de Extremadura, en la provincia de Badajoz. Se ha iniciado un proceso para convertir esta conurbación en un único municipio formado por la próxima fusión entre Don Benito y Villanueva de la Serena. El nuevo municipio será centro económico y capital de la mancomunidad de La Serena-Vegas Altas. La población del conjunto de municipios ascendía a 63.121 habitantes en 2020. Del total de su población, un 91,40 % (57 692 habitantes) residen en los dos núcleos urbanos, repartiéndose el resto entre siete pedanías.

## Población
La población de Don Benito-Villanueva ha experimentado un continuado e importante crecimiento durante los últimos años. En 2020 la población de Don Benito, junto con sus siete entidades menores, asciende a 37 284 habitantes y la de Villanueva de la Serena a 25 752 habitantes. Consecuentemente, la conurbación llega a los 63 036 habitantes, siendo considerada, en el caso de una hipotética unión de ambas, la tercera aglomeración urbana de Extremadura después de Badajoz y Cáceres. Asimismo, cuenta con un área de influencia cercana a los 150 000 habitantes.

## Economía
El sector terciario es el predominante en las economías de ambas ciudades. La conurbación se erige como centro comercial de las comarcas de La Serena, La Siberia y Vegas Altas. Igualmente es muy importante la industria alimentaria y toda aquella relacionada con el sector agrario debido a la situación en una zona de regadíos importante en Extremadura. 
Con el progresivo crecimiento poblacional y económico de la zona, se han establecido importantes firmas comerciales tanto en Don Benito como en Villanueva de la Serena como algunas textiles del grupo Inditex o de hipermercados como Carrefour.

## Futuro
En los últimos años se está asistiendo a un continuado crecimiento urbano en el área situada entre las dos ciudades, dando como consecuencia una mejor comunicación y cohesión entre ambas. Asimismo desde las administraciones locales se están dando algunos pasos, como un nuevo PGOU compartido, para apoyar y favorecer la unión administrativa.
En octubre de 2021 los alcaldes de ambas ciudades presentaron el plan de unión, aprobado por unanimidad en los plenos de ambos municipios, al presidente del Gobierno español. Tras la aprobación del Consejo de Ministros se llevó a cabo una consulta popular sobre la fusión de ambos municipios.

## Informe económico
El proceso de fusión estuvo avalado y aconsejado por un informe de la Universidad de Extremadura, en la que dos catedráticos expertos en Hacienda Pública afirmaron que: "la nueva ciudad, al superar los 50.000 habitantes, recibiría un millón y medio más de euros del Estado. Es un caso no sólo idóneo de fusión. Es un caso de libro. Permitiría ahorrar en servicios y prestaciones municipales como el abastecimiento de agua o la recogida de basuras". 

## Consulta popular del 20 de febrero de 2022
El 20 de febrero de 2022 se celebró una consulta popular sobre la fusión de Don Benito y Villanueva de la Serena en ambos municipios. Para que se aprobara esta fusión, se estableció como condiciones, a cumplir en cada municipio por separado, que hubiera una participación mínima del 50 % de las personas empadronadas y se obtuviera al menos un 66 % de votos a favor de la fusión. Estas condiciones no se cumplieron, por lo que la fusión no pudo ser aprobada.
El proceso de unificación iba a comenzar tras las elecciones municipales de 2023 e iba a concluir en las elecciones municipales de 2027, que deberán elegir ya el primer ayuntamiento unificado.

### Resultado
- Don Benito:
  - Participación: 50,42 % (63,17% en las municipales de 2019)
  - 65,87 % de votos a favor del sí.
- Villanueva de la Serena:
  - 58,94 % (un 69,77 % en las últimas municipales)
  - 90,49 % de votos a favor del sí.
  - En las Elecciones municipales de Don Benito en 2023, Con los resultados; PSOE: 9 concejales, Siempre Don Benito: 7 concejales, PP:5 concejales, Se uniría el partido local y contrario a la fusión Siempre Don Benito y Partido Popular ("a favor de la fusión") para así quitarle la alcaldía al PSOE.
  - Tras la polémica paralización de la fusión, nacería una plataforma ciudadana después convertida en asociación, "Asociación Por la Fusión DBVVA" que realizaría asambleas ciudadanas y manifestaciones multitudinarias nunca antes vistas en la localidad (más de 400 asistentes) y que sigue luchando por que se realice la fusión que la mayoría de la población voto a favor en un 65,87%.

## Nuevo nombre
Tras varias propuestas fallidas (descartando opciones como las de Concordia del Guadiana o Mestas del Guadiana), los ayuntamientos de Don Benito y Villanueva de la Serena acordaron someter a ratificación el nombre de Vegas Altas para el nuevo municipio. Este es ya el nombre de un hotel de Don Benito, el de la avenida de 3 kilómetros que une ambos municipios y el de la mancomunidad de servicios La Serena-Vegas Altas.
Coincidiendo con las elecciones municipales 2023 habrá una consulta de ratificación de nombre. 
Para que se ratifique este nombre se ha establecido como condiciones a cumplir en cada extinto municipio por separado que haya una participación mínima del 50 % de las personas empadronadas y se obtenga al menos un 66 % de votos a favor de la fusión en cada extinto municipio.
Tras las elecciones municipales de 2023, el Partido Popular pactó el gobierno de Don Benito con un partido local, Siempre Don Benito, nacido para oponerse a esta fusión. La nueva alcaldesa del municipio, María Fernanda Sánchez, daba por finalizado el proceso de fusión. El PP, que en un principio fue favorable a la unión, decidió apostar por la lista más votada para sacar del gobierno local al PSOE, pese a que eso significaba un cambio significativo de opinión y el final del proyecto de fusión.